# Leine & Linde
Leine & Linde AB är ett företag som tillverkar pulsgivare. Företaget är baserat i Strängnäs och är en av stadens större arbetsgivare. Huvuddelen av de pulsgivare som företaget producerar exporteras.
Företaget grundades av Per-Olof Leine och Henrik Linde i Stockholm år 1967, och flyttade i början av 1970-talet verksamheten till Strängnäs där huvudkontoret för närvarande ligger.
År 1982 stod lokalerna på Olivehällsvägen i Strängnäs färdiga för inflyttning. Leine & Linde såldes 1992 till det tyska företaget Dr. Johannes Heidenhain GmbH.
Företaget har dotterbolag i Finland, Danmark, Tyskland, Italien, USA och Kina samt handelsagenter runtom i Europa och övriga världen.